# وهب بن جرير
وهب بن جرير أحد رواة الحديث النبوي ، اسمه وهب بن جرير بن حازم بن زيد بن عبد الله بن شجاع أبو العباس الأزدي البصري ، ولد بعد سنة مائة وثلاثين ، أمر الإمام أحمد بن حنبل بالكتابة عنه وأكثر عنه في كتابه مسند أحمد .

## نسبه
هو وهب بن جرير بن حازم، العتكي الأزدي البصري، من قبيلة العتيك وأبوه هو أبو النضر جرير بن حازم العتكي البصري. من أهل البصرة بالعراق.

## رواية الحديث
روى وهب بن جرير الحديث عن والده جرير بن حازم فأكثر وابن عون وهشام بن حسان وقرة بن خالد وعكرمة بن عمار وشعبة وغالب بن سليمان والأسود بن شيبان وسلام بن أبي مطيع وهشام الدستوائي وموسى بن علي بن رباح وصخر بن جويرية .
روى عنه أحمد بن حنبل وإسحاق ويحيى بن معين وعمرو بن علي وأبو خيثمة وبندار وعبد الله المسندي وعبد الله بن منير وعقبة بن مكرم ومحمد بن رافع وابن مثنى ومحمود بن غيلان وأحمد بن الأزهر وأبو إسحاق الجوزجاني وأحمد بن سعيد الدارمي وأحمد بن سعيد الرباطي والحسن بن أبي الربيع ومحمد بن سنان القزاز ومحمد بن عبد الملك الدقيقي وسليمان بن سيف الحراني ويعقوب السدوسي.

## وفاته
توفي بالمنجشانية على بعد ستة أميال من البصرة، وهو منصرف من الحج فحمل ودفن بالبصرة عام 206 هـ.